# Wake up! Wake up! Wake up!
Wake up! Wake up! Wake up!（ウェイク・アップ! ウェイク・アップ! ウェイク・アップ!）はロックバンド、the pillowsの14枚目のアルバム。

## 概要
avex trax移籍後、初のオリジナル・アルバムである。タイトルには「自分たちの好きなオルタナティブな音楽に目覚めてほしい」という意味が込められている。
本作は山中の「ギター・バンドのやれる範囲のハイ・ファイ・サウンドを録りたい」という意向からシミュレーションアンプを使用した「ライン録り」と呼ばれる手法が多く取り入られており、レコーディング初期に録音された「Wake up! dodo」・「プロポーズ」・「スケアクロウ」を除く、すべての楽曲がライン録りによって録音されている。この手法は2000年（平成12年）に発表されたシングル「Ride on shooting star」に収録された3曲でも使用されている。

## 収録曲
作詞・作曲：山中さわお（全曲）
1. Wake up! dodo
2. YOUNGSTER (Kent Arrow)
3. プロポーズ
4. スケアクロウ
5. BOAT HOUSE
6. プレジャー・ソング
7. シリアス・プラン
8. Skinny Blues
9. プライベート・キングダム
10. Century Creepers (Voice of the Proteus)
11. Sweet Baggy Days

## DVD（初回限定版のみ）
1. スケアクロウ(Video Clip)
2. Wake up! dodo (Video Clip)

## 演奏
- 真鍋吉明：Programming
- 鈴木淳：Bass